# Individual compus
Individual compus este una din probele ce se desfășoară în competițiile de mare anvergură la gimnastică. Această probă definește cel mai bine un gimnast, îl ajută să se realizeze ca sportiv și să devină un gimnast complet.
La proba feminină, concursul se dă pe toate cele 4 aparate, iar la băieți pe cele 6 aparate, fiecare gimnast obținând câte-o nota individuală care în final se adună și astfel se realizează clasamentul final.
Proba de individual compus este a doua ca importanță după proba pe echipe, care arată unitatea unei echipe și reputația unei școli de gimnastică.